# Airyantha
Airyantha es un género de plantas con dos especies de la familia Fabaceae.

## Taxonomía
El género fue descrito por Brummitt y publicado en Kew Bulletin 22(3): 375–376. 1968.

## Especies aceptadas
A continuación se brinda un listado de las especies del género Airyantha aceptadas hasta julio de 2014, ordenadas alfabéticamente. Para cada una se indica el nombre binomial seguido del autor, abreviado según las convenciones y usos.	
- Airyantha borneensis
- Airyantha schweinfurthii